# 岩船大祭

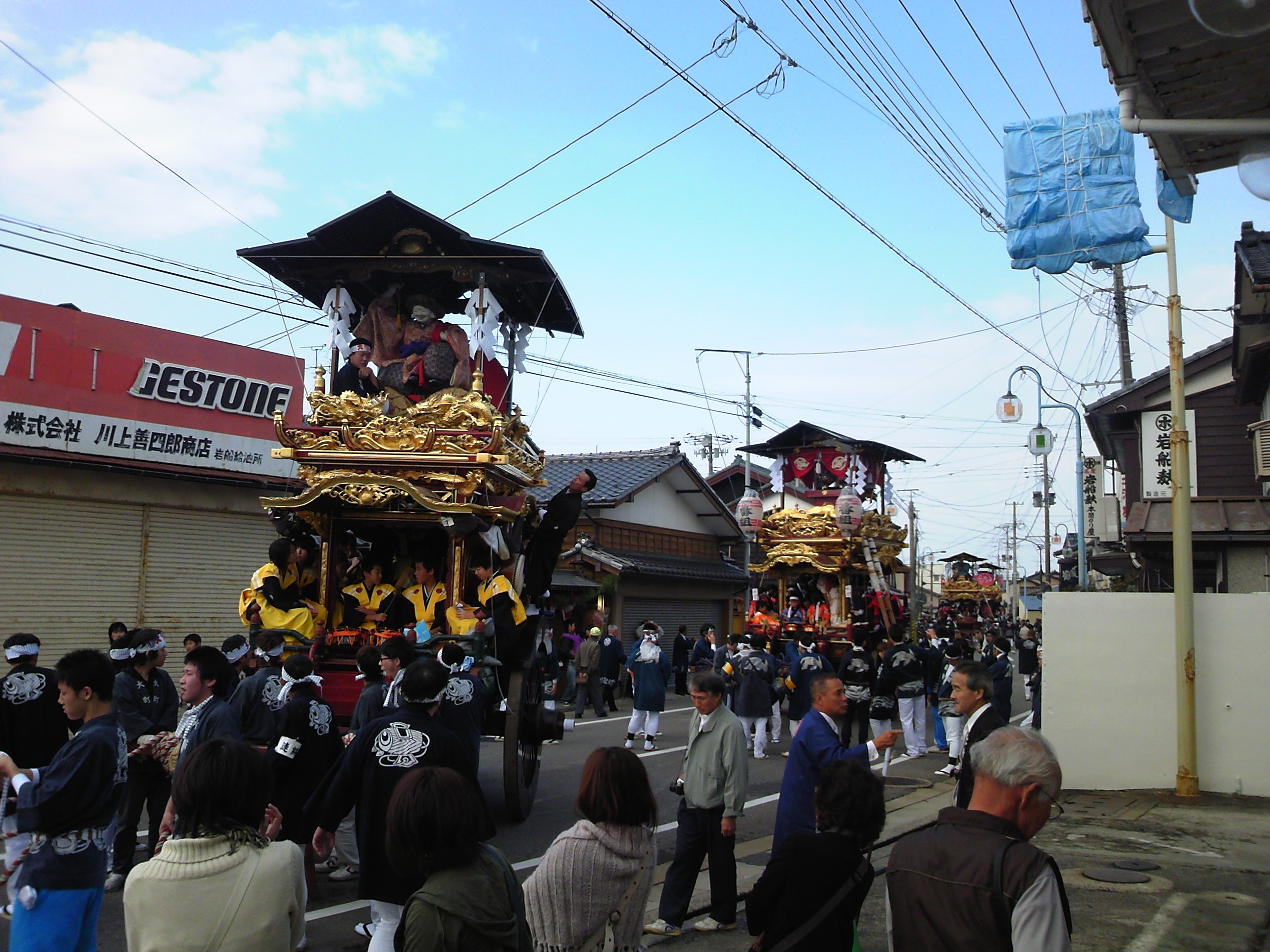
岩船大祭

岩船大祭（いわふねたいさい）とは、新潟県村上市にある石船神社（いわふねじんじゃ）で毎年10月18日・19日に行われる例大祭。西奈彌羽黒神社の村上大祭（毎年7月6日、7日）、西奈弥神社の瀬波大祭（毎年9月3日、4日）と並ぶ村上三大祭りの一つ。

## 概要
10月18日が宵祭、10月19日が本祭。9台の車切屋台が石船神社を起点に曳き出され、街中を練り歩く。1988年（昭和63年）3月25日には「岩船まつりのしゃぎり曳行と とも山行事」として新潟県の無形民俗文化財に指定されている。
各町内の車切
- 岸見寺町 － お船様（おふねさま）と呼ばれる一番屋台。見送りは波。
- 地蔵町 － 乗せ物は諏訪神社のお神酒。見送りは段張。
- 上大町 － 大黒天。日の出に鶴。
- 上町 － 住吉神社の景。　鷹
- 上浜町 － 武内宿禰。
- 惣新町 － 花傘。早番の年は六番、遅番の年は八番。見送りは鯉の滝登り。
- 下大町 － 福禄寿。見送りは二見が浦の景に海老。
- 下浜町 － 恵比寿。雲に麒麟。
- 横新町 － 白駒（しろこま）を飾った九番屋台。

「見送り」とは、車切上部後方の飾りのこと。